# Veratrum micranthum
Veratrum micranthum là một loài thực vật có hoa trong họ Melanthiaceae. Loài này được F.T.Wang & Tang miêu tả khoa học đầu tiên năm 1949.